# Salztor (Naumburg)

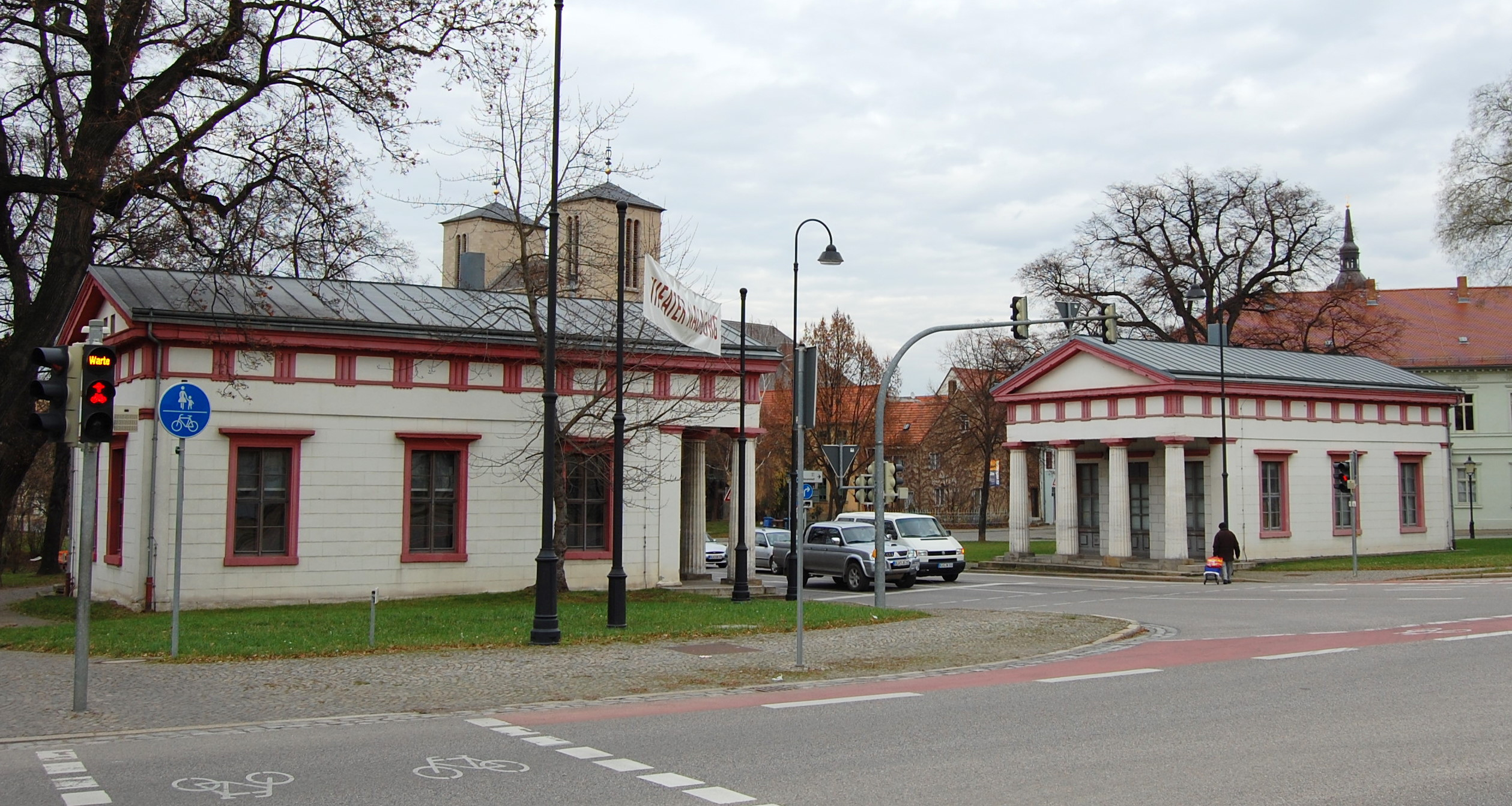
Salztor in Naumburg

Das Salztor ist ein Stadttor zur Altstadt von Naumburg (Saale) in Sachsen-Anhalt. Die Torhäuser werden heute als Bibliothek und Veranstaltungsräume genutzt.

## Geschichte

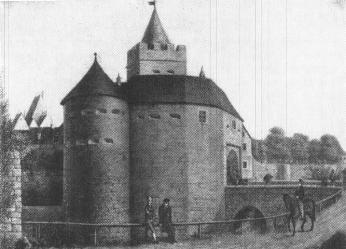
Das alte, 1834 abgerissene Salztor

Das ursprüngliche, spätmittelalterliche Salztor war das am stärksten befestigte Stadttor der fünf Tore der Naumburger Stadtbefestigung. Zum von zwei Türmen gesicherten Tor führte eine 1545 aus Steinen des abgerissenen Georgenkloster gebaute steinerne Brücke. Das alte Salztor wurde dann 1834 abgerissen.
1834/35 entstanden als Ersatz die noch heute vorhandenen im Stil des Klassizismus errichteten Torhäuser. Die nach Entwürfen von Friedrich Erdmann Heinrich Schmid, andere Angaben nennen den Naumburger Architekten Schröder, vom Maurermeister Johann Heinrich Elschner der Ältere und Heinrich Crato gebauten Häuser, flankieren die Zufahrtsstraße und dienten wie der Vorgängerbau zunächst als Zollstation und ab 1874 dann als Wach- und Arrestlokal. Später war bis 1992 im westlichen Gebäude ein Unterrichtsraum für die benachbarte Salztorschule untergebracht. Das Ostgebäude wurde vom Puppentheater als Nebengelass genutzt. Eine Erneuerung von Dach und Fassade fand 1914 statt. In den folgenden Jahren wurden Unterhaltungsmaßnahmen jedoch unterlassen, so dass ab 1992 eine umfangreiche Sanierung erforderlich war. Zunächst wurde das östliche Torhaus, 1993/94 dann das westliche Torhaus saniert.
Im Ost-Torhaus ist heute die Bibliothek Bibliotheca Lepsius des ehemaligen Naumburger Bürgermeisters Carl Peter Lepsius untergebracht. Das westliche Gebäude wird als Veranstaltungsraum und Ausstellungsfläche des Theaters genutzt.

## Architektur
Das heutige Salztor besteht aus zwei getrennten Torhäusern, die sich spiegelsymmetrisch gegenüberstehen. Beide Gebäude wurden auf rechteckigem Grundriss errichtet. Die schmalen Seiten sind einander zugewandt und verfügen auf dieser zur Straße zeigenden Seite jeweils über vier Säulen und einen auf einem umlaufenden Gebälk ruhenden Dreiecksgiebel. Die Häuser sind an die Form von Prostylostempeln in Dorischer Ordnung angelehnt. Beide Gebäude haben ein Dach aus Zinkblech.